# A4 (motorväg, Tyskland)
A4 är en motorväg i Tyskland. Egentligen utgörs A4 av två tyska motorvägar som går i en västlig och en östlig del.

## Västlig del

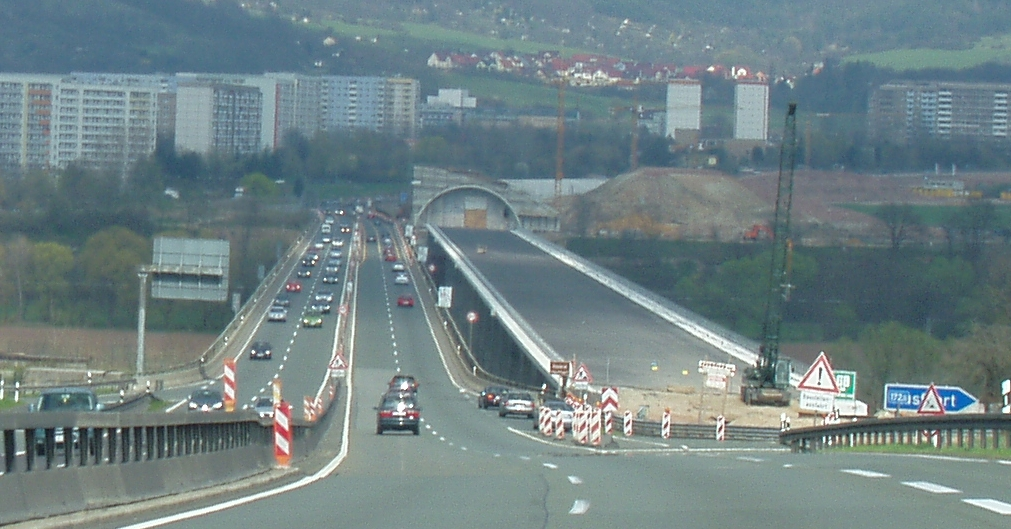
A4 vid Jena

Motorvägens västligaste del utgår från gränsen till Nederländerna nära Aachen, därefter fortsätter den till Köln, Gummersbach och Olpe.

## Lucka
Även om motorvägen A4 inte är sammanbyggd så hänger den ändå ihop indirekt då andra motorvägar binder ihop motorvägens västliga och östliga del. 
Tyskland har liksom flera andra länder ett separat nummersystem för motorvägar. Om en motorväg har en lucka som A4 har, får man leta upp en alternativ väg ur kartan. I Olpe finns anslutning till motorvägen A45 med vidare anslutning via motorväg A5 som är den lämpligaste alternativvägen förbi A4:s lucka. Det finns en genväg vid Giessen i form av landsväg 49 och motorväg A480. Motorväg A4 har förlängts 10 km till Kreuztal under 2006. Någon förlängning till den östliga delen av A4 planeras dock inte för närvarande då den ändå har andra motorvägar som knyter ihop dem. 
Europaväg E40 följer hela A4:s sträckning (inte till Kreuztal), samt A45 och A5 förbi luckan. Europavägar har inte luckor och man kan följa E40 förbi A4:s lucka, även om europavägar ibland skyltas dåligt i Tyskland.

## Östlig del
Den östliga delen börjar vid Kirchheimer Dreieck och fortsätter mot Eisenach, Erfurt, Gera, Chemnitz, Nossen, Dresden, Bautzen, Görlitz och slutligen till gränsen till Polen. 

## Polsk anslutning
Efter den polska gränsen fortsätter motorvägen som den polska motorvägen A4. En anmärkningsvärd detalj i detta är att den polska delen av motorvägen har samma nummer som den tyska. Det är ovanligt att en motorväg behåller sitt nummer även efter en gräns. Numret kommer från polska riksvägen nr 4, som fick sitt nummer på 1980-talet. Polen tog ett liknande system som i Tyskland med jämna ensiffriga nummer för de största öst-västliga riksvägarna. De äldre delarna av polska A4 är byggda mellan 1934 och 1937.

## Historik

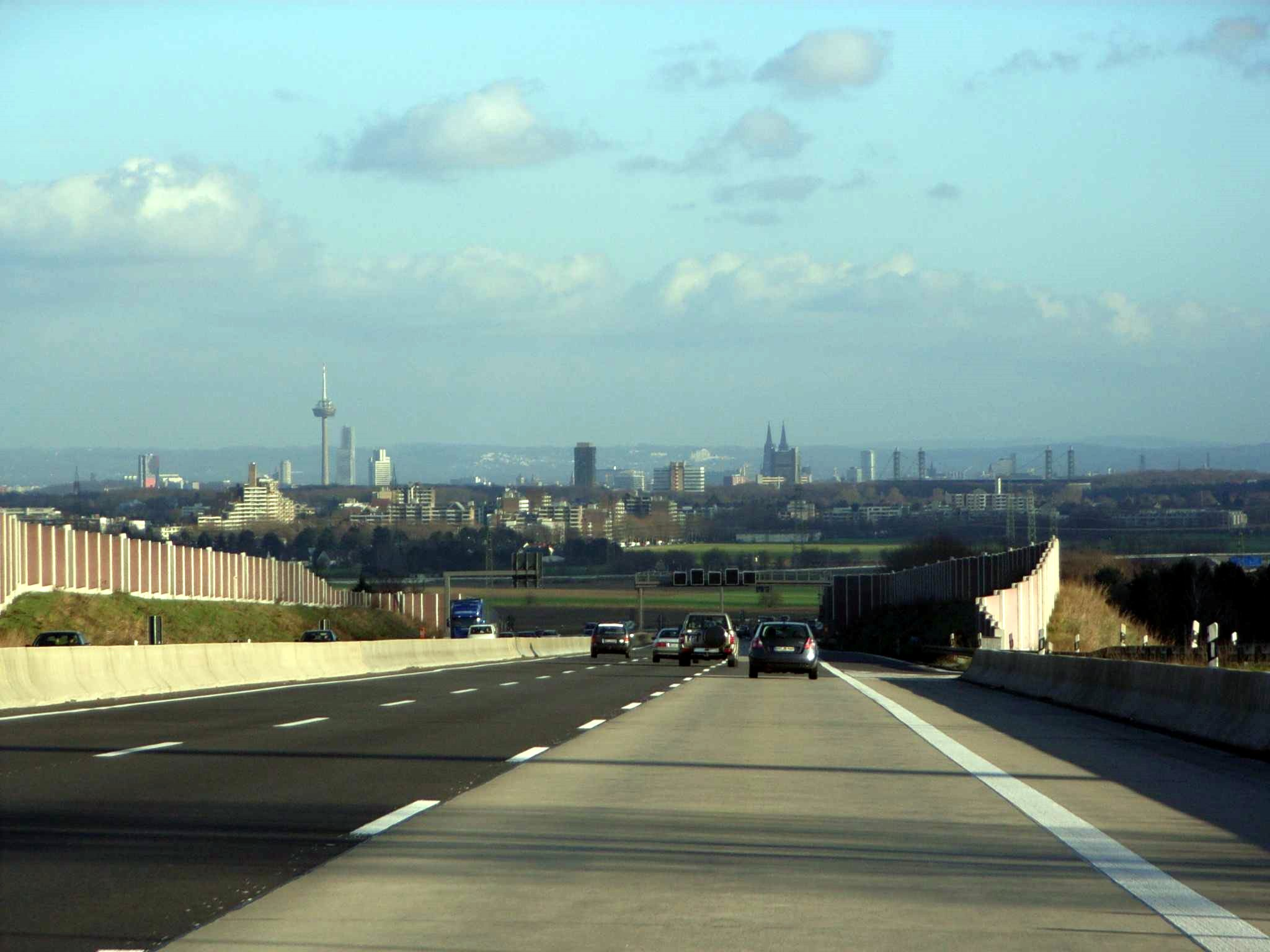
A4 vid Köln.

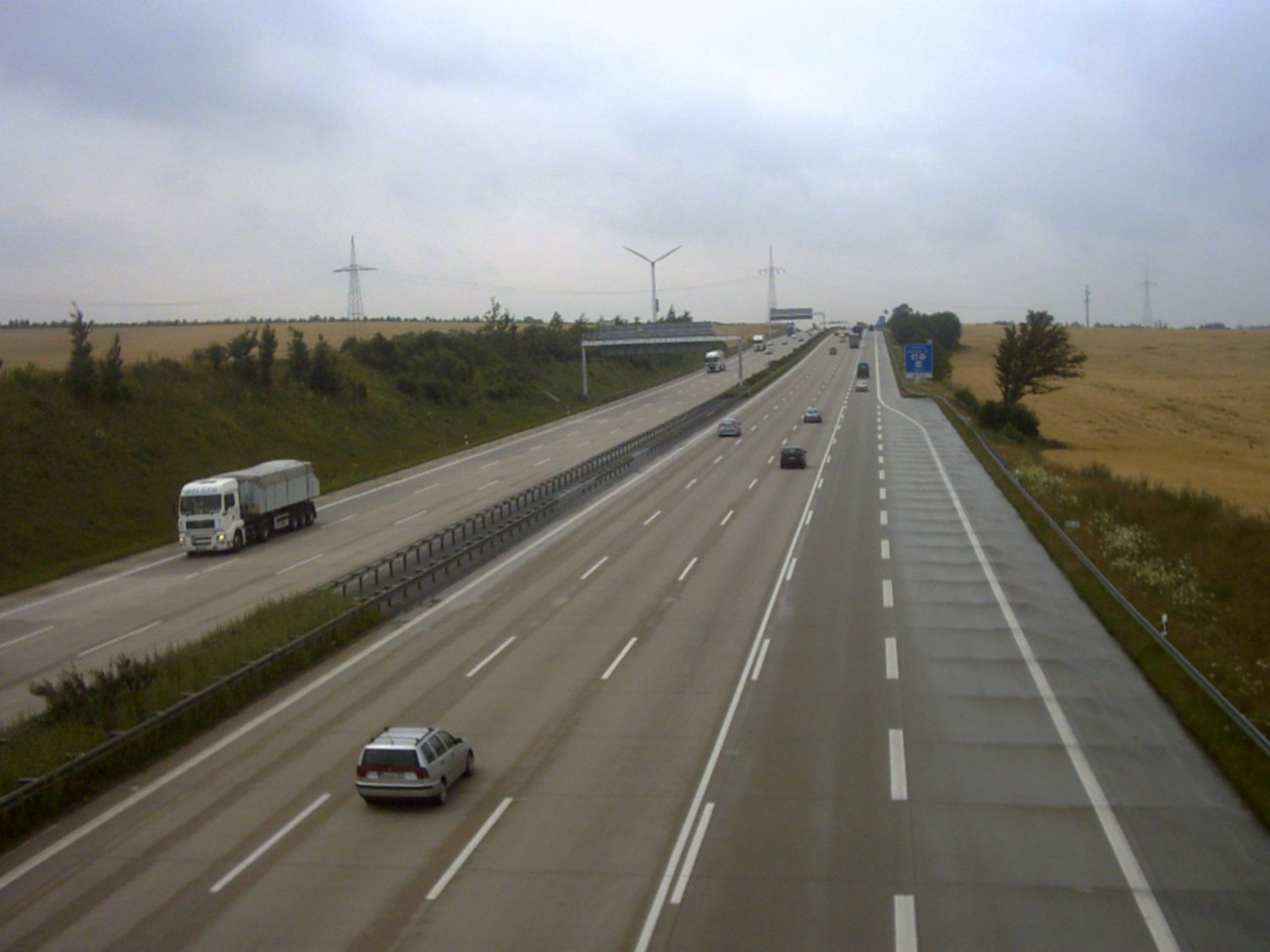
A4 vid Dresden

Motorvägen var under flera år en av de s.k. ruinmotorvägarna. Detta berodde på att motorvägen inte var fullständigt färdig under andra världskriget. Efter kriget blev delar av den övertagna av DDR medan den allra östligaste övertogs av Polen. Delen i DDR mellan Dresden och österut mot polska gränsen var bitvis i ett så dåligt skick att hastigheten var begränsad till 20 km/h och trafiken valde därför alternativa sträckor. Motorvägen var endast byggd fram till avfarten Bautzen Ost, dvs. ungefär mitt emellan Dresden och polska gränsen. Ett par hundra meter öster om denna avfart, i riktning mot Weissenberg, hade ett stort antal stora lagerhus för bl.a. spannmål uppförts. 1990-1991 innan vägbygget fortsattes användes dessa hallar till försäljning av billiga möbler.
Ett flertal broar över Spree vid Bautzen hade dessutom sprängts av retirerande tyska trupper 1945 vilket gjorde att motorvägen var mycket lite använd. Denna motorväg var en av de sist byggda under kriget och eftersom det hade varit brist på och hade det sparats både på material och resurser. Under 1990-talet påbörjades dock vissa upprustningsarbeten och först i början på 2000-talet blev den moderniserad och fullbordad enligt de gamla förkrigsplanerna fram till Görlitz och gränsen mot Polen. Strax före Görlitz grävdes även tunneln under Königshainer Berge. Även i Polen byggdes motorvägen ut.
Under det kalla kriget passerade A4 gränsen mellan den sovjetiska och den amerikanska ockupationszonen inte mindre än 3 gånger mellan Eisenach och Bad Hersfeld, varför den gränsöverskridande trafiken leddes ner på en vanlig landsväg en bit norr om den ursprungliga motorvägen, men helt på västtyskt territorium fram till gränsövergången mellan Herleshausen och Wartha innan floden Werra. Motorväg A4 låg alltså hela tiden mellan 1945 och 1989 oanvänd och utan underhåll på det stället. Den var också en av de sista sträckorna som färdigställdes under 2:a världskriget innan allt byggande av motorvägar upphörde 1943. Sträckningen var dock enbart provisoriskt färdig för strategiska transporter även om flera broar var färdiga.
Den ursprungliga avsikten med A4 var från början mycket ambitiös. Under Nazityskland fanns ett enormt projekt om en motorväg ner till Svarta Havskusten eller "Adlerküste" som den ibland kallas på tyska vid Svarta Havet. Motorvägen skulle gå tvärs genom stora delar av det som tyskarna benämnde som "Ostmark" via Kraków, Lviv och Kiev och med detta länka samman västra och östra Europa från Rotterdam och Ruhrområdet, via mellersta Tyskland och Dresden där medborgarna skulle kunna susa fram längs en ändlös motorväg. Då motorvägen idag byggs ut i stor omfattning i Polen och dessutom byggs ut med stöd från EU kan åtminstone en del i planen förverkligas då det pågår ett motorvägsbygge från Kraków till gränsen mot Ukraina. Där kan den också nå Lviv och även på sikt Kiev.

## Trafikplatser
|         | Nr  | Skyltning                                      |  |
|         | 1   | Gränsövergång Vetschau                         |  |
|         |     | Bocholtz                                       |  |
|         | 2   | Aachen-Laurensberg                             |  |
|         | 3   | Aachen-Zentrum                                 |  |
|         |     | Toresberg                                      |  |
|         | 4   | Aachen (Fyrvägskorsning) E 40                  |  |
|         |     | Aachener Land                                  |  |
|         | 5a  | Eschweiler-West                                |  |
|         | 5b  | Eschweiler-Ost                                 |  |
|         |     | Alte Kippe                                     |  |
|         | 6   | Weisweiler (stängdes när Langerwehe blev klar) |  |
|         |     | Indebrücke                                     |  |
|         |     | Langerwehe (Öppnad 2009)                       |  |
|         |     | Rur-Scholle                                    |  |
|         |     | Rurbrücke (100 m)                              |  |
|         | 7   | Düren                                          |  |
|         | 8   | Merzenich                                      |  |
|         |     | Tagebau Hambach                                |  |
|         | 8a  | Elsdorf                                        |  |
|         | 9   | Kerpen                                         |  |
|         | 9   | Kerpen (Fyrvägskorsning)                       |  |
|         |     | Erftbrücke (50 m)                              |  |
|         |     | Frechen                                        |  |
|         | 9a  | Frechen-Nord                                   |  |
|         | 10  | Köln-West E 31                                 |  |
|         | 11  | Köln-Klettenberg                               |  |
|         |     | Containerbahnhof Köln-Eifeltor                 |  |
|         | 12  | Köln-Süd (Fyrvägskorsning)                     |  |
|         |     | Rheinbrücke Rodenkirchen (567 m)               |  |
|         | 13  | Köln-Poll                                      |  |
|         | 14  | Gremberg (Fyrvägskorsning)                     |  |
|         | 15  | Heumar (T-Korsning) E 35                       |  |
|         | 16  | Köln-Ost (Fyrvägskorsning) E 35                |  |
|         | 17  | Köln-Merheim                                   |  |
|         | 18  | Refrath                                        |  |
|         |     | Lustheide                                      |  |
|         | 19  | Bensberg                                       |  |
|         | 20  | Moitzfeld                                      |  |
|         |     | Röttgesberg                                    |  |
|         | 21  | Untereschbach                                  |  |
|         |     | Talbrücke Holzbach (440 m)                     |  |
|         | 22  | Overath                                        |  |
|         |     | Aggerbrücke (110 m)                            |  |
|         |     | Aggertal                                       |  |
|         |     | Talbrücke Schlingenbach (230 m)                |  |
|         |     | Erlenhof                                       |  |
|         |     | Talbrücke (170 m)                              |  |
|         |     | Talbrücke Loopebach (370 m)                    |  |
|         |     | Talbrücke (400 m)                              |  |
|         | 23  | Engelskirchen                                  |  |
|         |     | Talbrücke Kaltenbach (470 m)                   |  |
|         |     | Bellingroth                                    |  |
|         | 24  | Bielstein                                      |  |
|         |     | Talbrücke Molbach (210 m)                      |  |
|         |     | Wiehltalbrücke (705 m)                         |  |
|         |     | Hömeler Feld                                   |  |
|         |     | Talbrücke Hunstig (280 m)                      |  |
|         | 25  | Gummersbach                                    |  |
|         |     | Morkepütz                                      |  |
|         |     | Talbrücke Alpebach (310 m)                     |  |
|         | 26  | Reichshof/Bergneustadt                         |  |
|         |     | Hasbacher Höhe                                 |  |
|         | 27  | Eckenhagen                                     |  |
|         | 28  | Olpe-Süd (Fyrvägskorsning) E 41 E 40           |  |
|         |     | Biggetalbrücke (230 m)                         |  |
|         | 29  | Wenden                                         |  |
|         |     | Talbrücke Dahl (126 m)                         |  |
|         |     | Talbrücke Altenberg (239 m)                    |  |
|         |     | Talbrücke Elben (430 m)                        |  |
|         | 30  | Krombach                                       |  |
|         |     |                                                |  |
|         |     | Motortrafikled till Siegen på                  |  |
|         |     |                                                |  |
| Avbrott |     |                                                |  |
|         |     | Altenkleusheim (Planerad)                      |  |
|         |     | Littfeld (Planerad)                            |  |
|         |     | Hilchenbach (Planerad)                         |  |
|         |     | Erndtebrück (Planerad)                         |  |
|         |     | Bad Berleburg (Planerad)                       |  |
|         |     | Edertalbrücke (Planerad)                       |  |
|         |     | Hatzfeld (Eder) (Planerad)                     |  |
|         |     | Battenberg (Planerad)                          |  |
|         |     | Frankenberg (Eder) (Planerad)                  |  |
|         |     | Gemünden (Wohra) (Planerad)                    |  |
|         |     | Gilserberg (Planerad)                          |  |
|         |     | Schwalmstadt (Fyrvägskorsning) (Planerad)      |  |
|         |     | Schrecksbach (Planerad)                        |  |
|         | 31  | Kirchheim (T-Korsning) E 45 E 40               |  |
|         |     | Asbachgrund/Engersburg                         |  |
|         |     | Asbachtalbrücke (280 m)                        |  |
|         |     | Auerhahnkuppe                                  |  |
|         |     | Fuldabrücke (110 m)                            |  |
|         | 32  | Bad Hersfeld                                   |  |
|         |     | Talbrücke Siebenborn (260 m)                   |  |
|         |     | Talbrücke Großer Kessel (220 m)                |  |
|         | 33  | Friedewald                                     |  |
|         |     |                                                |  |
|         |     | Talbrücke Eichhorst (240 m)                    |  |
|         | 34  | Wildeck-Hönebach                               |  |
|         | 35  | Wildeck-Obersuhl                               |  |
|         | 36  | Gerstungen (Västra delen)                      |  |
|         |     | Weihetalbrücke Richelsdorf (584 m)             |  |
|         | 36  | Gerstungen (Östra delen)                       |  |
|         |     | Talbrücke (70 m)                               |  |
|         |     | Talbrücke Fuchsloch (80 m)                     |  |
|         |     | Wommen (Fyrvägskorsning, planerad)             |  |
|         |     | Talbrücke Wommen (304 m)                       |  |
|         | 37  | Wommen ()                                      |  |
|         |     | Brücke Frauenborner Bach (120 m)               |  |
|         | 38  | Herleshausen                                   |  |
|         |     | Werratalbrücke Hörschel (723 m)                |  |
|         |     | Eisenach                                       |  |
|         | 39  | Eisenach-West                                  |  |
|         | 40  | Eisenach-Ost Großenlupnitz                     |  |
|         |     | Talbrücke Böbertal (370 m)                     |  |
|         |     | Hainich                                        |  |
|         |     | Talbrücke Nessetal (380 m)                     |  |
|         | 41  | Sättelstädt                                    |  |
|         |     | Talbrücke Hörseltal (195 m)                    |  |
|         | 41a | Waltershausen                                  |  |
|         |     | Hörselgau                                      |  |
|         | 41b | Gotha-Boxberg                                  |  |
|         | 42  | Gotha                                          |  |
|         |     | Apfelstädttalbrücke (150 m)                    |  |
|         |     |                                                |  |
|         | 43  | Wandersleben                                   |  |
|         | 44  | Neudietendorf/Arnstadt-West                    |  |
|         | 45  | Erfurt (Fyrvägskorsning)                       |  |
|         |     | Gerabrücke (110 m)                             |  |
|         | 46  | Erfurt-West                                    |  |
|         |     | Willroder Forst                                |  |
|         | 47a | Erfurt-Ost                                     |  |
|         | 47b | Erfurt-Vieselbach                              |  |
|         |     | Eichelborn                                     |  |
|         | 48  | Nohra                                          |  |
|         | 49  | Weimar                                         |  |
|         |     |                                                |  |
|         | 50  | Apolda                                         |  |
|         |     | Ilmtalbrücke (385 m)                           |  |
|         | 51  | Magdala                                        |  |
|         | 52  | Bucha                                          |  |
|         |     | Jagdbergtunnel (3074 m/3070 m)                 |  |
|         | 53  | Jena-Göschwitz                                 |  |
|         |     | Saalebrücke (794 m)                            |  |
|         |     | Lobdeburgtunnel (600 m)                        |  |
|         | 54  | Jena-Zentrum                                   |  |
|         |     | Podelsatzbrücke (224 m)                        |  |
|         |     | Talbrücke Zeitzgrund (295 m)                   |  |
|         | 55  | Stadtroda                                      |  |
|         |     | Teufelstal                                     |  |
|         |     | Teufelstalbrücke (270 m)                       |  |
|         | 56a | Hermsdorf E 51                                 |  |
|         | 56b | Hermsdorf-Ost                                  |  |
|         | 57  | Rüdersdorf                                     |  |
|         |     | Thieschitzer Talbrücke (270 m)                 |  |
|         |     | Talbrücke Weiße Elster (160 m)                 |  |
|         | 58a | Gera-Langenberg                                |  |
|         | 58b | Gera (Fyrvägskorsning)                         |  |
|         | 59  | Gera-Leumnitz                                  |  |
|         | 60  | Ronneburg                                      |  |
|         |     | Sprottetalbrücke (200 m)                       |  |
|         | 61  | Schmölln                                       |  |
|         |     | Pleißenbrücke (550 m)                          |  |
|         | 62  | Meerane                                        |  |
|         | 63  | Glauchau-West                                  |  |
|         |     | Am Angerberg                                   |  |
|         | 64  | Glauchau-Ost                                   |  |
|         |     | Talbrücke Zwickauer Mulde (550 m)              |  |
|         | 65  | Hohenstein-Ernstthal                           |  |
|         |     | Oberwald (Planerad)                            |  |
|         | 66  | Wüstenbrand                                    |  |
|         |     | Rabensteiner Wald                              |  |
|         |     |                                                |  |
|         | 67  | Limbach-Oberfrohna                             |  |
|         | 68  | Chemnitz (Fyrvägskorsning) E 441               |  |
|         | 69  | Chemnitz-Mitte                                 |  |
|         |     | Tunnel under Bahrebachmühlenviadukts (35 m)    |  |
|         | 70  | Chemnitz-Glösa                                 |  |
|         |     | Auerswalder Blick                              |  |
|         | 71  | Chemnitz-Ost                                   |  |
|         |     | Zschopaubrücke (90 m)                          |  |
|         | 72  | Frankenberg                                    |  |
|         |     |                                                |  |
|         | 73  | Hainichen                                      |  |
|         |     | Talbrücke Kleine Striegis (357 m)              |  |
|         | 74  | Berbersdorf                                    |  |
|         | 75  | Siebenlehn                                     |  |
|         |     | Talbrücke Freiberger Mulde (413 m)             |  |
|         |     |                                                |  |
|         |     | Talbrücke Tännichtbach (190 m)                 |  |
|         | 76  | Nossen                                         |  |
|         |     | Triebischtalbrücke (427 m)                     |  |
|         |     | Triebischseitentalbrücke (349 m)               |  |
|         |     | Saubachtalbrücke (253 m)                       |  |
|         | 77a | Wilsdruff                                      |  |
|         |     | Dresdner Tor                                   |  |
|         | 77b | Dresden-West (T-Korsning) E 55                 |  |
|         | 78  | Dresden-Altstadt                               |  |
|         |     | Elbebrücke (496 m)                             |  |
|         | 79  | Dresden-Neustadt                               |  |
|         |     | Unionbrücke (280 m)                            |  |
|         | 80  | Dresden-Wilder Mann                            |  |
|         | 81a | Dresden-Hellerau E 55                          |  |
|         | 81b | Dresden-Flughafen                              |  |
|         | 82  | Dresden-Nord (T-Korsning) E 55                 |  |
|         |     | Weixdorf (Planerad)                            |  |
|         | 83  | Hermsdorf                                      |  |
|         |     | Grünberg                                       |  |
|         | 84  | Ottendorf-Okrilla                              |  |
|         | 85  | Pulsnitz                                       |  |
|         | 86  | Ohorn                                          |  |
|         |     | Ohorn                                          |  |
|         |     | Ekodukt (50 m)                                 |  |
|         | 87  | Burkau                                         |  |
|         | 88a | Uhyst am Taucher                               |  |
|         |     | Oberlausitz                                    |  |
|         | 88b | Salzenforst                                    |  |
|         | 89  | Bautzen-West                                   |  |
|         |     | Spreetalbrücke (160 m)                         |  |
|         | 90  | Bautzen-Ost                                    |  |
|         |     | Purschwitz                                     |  |
|         | 91  | Weißenberg                                     |  |
|         |     | Buchholz                                       |  |
|         | 92  | Nieder-Seifersdorf                             |  |
|         |     | Tunnel Königshainer Berge (3300 m)             |  |
|         |     | Kodersdorf                                     |  |
|         |     | Talbrücke Weißer Schöps (303 m)                |  |
|         | 93  | Kodersdorf                                     |  |
|         | 94  | Görlitz                                        |  |
|         | 95  | Gränsövergång Görlitz                          |  |
|         |     | Neißebrücke (340 m)                            |  |